# Javna šola
Termin javna šola lahko ima različen pomene glede na državo oz. regijo. Največkrat se uporablja za šole, ki jih preprosto financira država.